# Bel Air (Los Angeles)
Bel Air (o Bel-Air) è un quartiere residenziale di Westside Los Angeles, ai piedi delle Santa Monica Mountains, in California. 
Fondato nel 1923, è sede del The Hannah Carter Japanese Garden e della American Jewish University.

## Storia
Il distretto venne fondato nel 1923 da Alphonzo Bell. Bell possedeva proprietà agricole a Santa Fe Springs, California, dove fu scoperto il petrolio. Ha comprato un grande ranch con una casa su quello che ora è Bel Air Road. Ha suddiviso e sviluppato la proprietà con grandi lotti residenziali, con lavori sul piano generale guidato dall'architetto paesaggista Mark Daniels. Ha anche costruito il Bel-Air Beach Club a Santa Monica e il Bel-Air Country Club. Sua moglie ha scelto nomi italiani per le strade. Fondò anche il Bel-Air Garden Club nel 1931.
Insieme a Beverly Hills e Holmby Hills, Bel Air forma il Platinum Triangle di Los Angeles.

## Geografia
Il distretto è compreso tra Mulholland Drive a nord che lo divide da Sherman Oaks, da North Beverly Glen Boulevardche lo divide da Beverly Glen, a sud da Sunset Boulevard che lo divide da Westwood e Holmby Hills, mentre a ovest l'Interstate 405 lo divide da Mandeville Canyon. Nel distretto sono compresi i due laghi artificiali Stone Canyon (il più grande) e il lago superiore di Stone Canyon.
Al censimento del 2000 vivevano 7 928 persone, il quartiere conta l'86,24% di bianchi, il 6,84% di asiatici, il 4,65% di ispanici, l'1,93% di afroamericani, lo 0,06% di nativi americani, l'1,34% di altre etnie e il 3,59% di due o più etnie. Rappresenta uno dei quartieri più costosi ed eleganti dell'intera città. 
In questo distretto è stata ambientata la sit-com americana Willy, il principe di Bel-Air, e sono morti Leonard Nimoy, conosciuto come l'attore che ha interpretato Spock in Star Trek, Alfred Hitchcock, regista di fama mondiale, Truman Capote, tra i più grandi romanzieri del XX secolo, e Quincy Jones.

## Istruzione

### Scuole pubbliche
- Roscomare Road Elementary School
- Warner Avenue Elementary School
- Emerson Middle School
- University High School

### Scuole private
Le scuole private nell'area di Bel Air sono:
- John Thomas Dye School
- Marymount High School
- Westland School
- Berkeley Hall
- Stephen S. Wise Temple Elementary
- Milken Community High School
- The Mirman School
- The Curtis School